# Avicopter AC313
Avicopter AC313 je kitajski trimotorni transportni helikopter podjetja Avicopter (AVIC Helicopter Company).AC313 je izboljšana verzija Harbin-a Z-8, ki je sam baziran na Aérospatiale Super Frelon. Glavni konstruktor je  Mr. Xu Chaoliang (徐朝梁) in podkonstruktor Li Jiayun (李家云). Prototip je prvič poletel 18. marca 2010. Ima kapaciteto 27 sedežev in največji dolet 900 kilometrov. 
Poganjajo ga trije motorji Pratt & Whitney Canada PT6B-67A. AC313 je največji helikopter zasnovan na Kitajskem. Ima neuvlačljivo pristajalno podvozje. Kljub temu, da je baziran na Frelon iz 1960ih uporablja veliko kompozitnih materialov. Tovorna kabina ima 23.5 m3 prostora. Uporabljal naj bi se za VIP transpote, medicinske prevoze, iskanje in reševanje in drugo. Lahko prevaža 4 tone tovora v notranjosti, ali pa 5 ton zunaj na kljuki. AC313 ima elektronski sistem EFIS Vzletna teža je okrog 13 ton. Lahko lete do 336 km/h in deluje na višini čez 4500 metrov.
Xu Chaoliang je izjavil, da je dobil okrog 32 naročil na Kitajskem in mednarodnem trgu-